# Femke Merel van Kooten-Arissen
Pour les articles homonymes, voir Kooten.
Femke Merel van Kooten-Arissen, née le 9 novembre 1983 à Huizen, est une femme politique néerlandaise et ancienne membre de la Seconde Chambre des États généraux.
En mars 2017, à l'issue des élections législatives, elle est élue sur la liste du Parti pour les animaux (PvdD), avant de devenir indépendante en 2019, avec une brève interruption entre le 15 octobre 2018 et le 4 février 2019 en raison d'un congé de maternité. En décembre 2020, elle fonde son propre parti, Splinter. Tête de liste aux élections lors des élections législatives de 2021, elle n'est cependant pas élue, en raison d'un nombre trop faible de voix.

## Biographie
Van Kooten-Arissen a grandi dans l'Alblasserwaard, au sud-est de la Hollande-Méridionale, et a obtenu son baccalauréat en droit à l'université d'Utrecht. Pour sa thèse, elle a étudié les différentes options juridiques pour tenir les États responsables des effets néfastes du changement climatique. Elle a également étudié le néerlandais et la philosophie à temps partiel. Elle s'est notamment consacrée à la philosophie politique et à l'éthique appliquée.

### Membre du Parti pour les animaux
Van Kooten-Arissen était coordinatrice du groupe de travail du Parti pour les animaux à Utrecht. Elle a travaillé comme responsable politique pour les fractions de la Première et Seconde Chambre des États généraux et a été membre des conseils municipaux d'Utrecht et de La Haye. Elle a été membre du collège consultatif du conseil national du PvdD.
Elle a été en outre membre des États provinciaux d'Utrecht pour le PvdD du 26 mars 2015 à décembre 2018. Le 23 mars 2017, elle est devenue membre de la Seconde Chambre des États généraux, la chambre basse du Parlement néerlandais. Dans le cadre de ses fonctions de députée, elle a été impliquée dans les affaires relatives aux infrastructures, à l'environnement, les affaires intérieures, la justice et la sécurité, la santé publique, le bien-être et le sport. En raison de sa grossesse et de son congé maternité, elle a été remplacée du 15 octobre 2018 au 4 février 2019 par Eva Akerboom.

### Membre du groupe Krol/Van Kooten-Arissen
Le 16 juillet 2019, Van Kooten-Arissen quitte le groupe du Parti pour les animaux et exerce le reste de son mandat en tant que députée indépendante au sein du groupe Krol/Van Kooten-Arissen. Elle explique son départ par le fait que les thématiques abordées par le PvdD se sont réduites au lieu de s'élargir. À la suite de son départ du groupe, le PvdD l'a expulsée en tant que membre du parti le même jour.
Fin décembre 2019, Van Kooten-Arissen rejoint le groupe de 50PLUS, qui était alors représenté à la Seconde Chambre avec quatre sièges. Début février 2020, elle annoncé qu'elle souhaiterait briguer une place sur la liste des candidats 50PLUS aux prochaines élections législatives, prévues en 2021, tout en restant indépendante jusqu'au scrutin. Elle change d'avis en mai 2020, lorsque Henk Krol annonce quitter 50PLUS pour fonder son propre parti, le Parti pour l'avenir. Van Kooten-Arissen le rejoint et forment ensemble le groupe groupe Krol/Van Kooten-Arissen. Trois mois plus tard, le 5 août, elle annonce sa désunion avec Krol. Fin 2020, elle propose une prime de 1 000 euros pour les travailleurs de santé dans le contexte de la pandémie de Covid-19 .

### Splinter
En décembre 2020, Van Kooten fonde son propre parti, appelé Splinter, qui cible les électeurs verts, progressistes, libéraux et sociaux-démocrates,. À l'issue des élections législatives de 2021, le parti ne remporte aucun siège. En tant que tête de liste, Van Kooten a reçu 27 301 votes préférentiels des 30 328 voix au total pour Splinter. Lors des élections municipales du 16 mars 2022 à Woerden, Van Kooten obtient 4,2 % des voix en tant que tête de liste, suffisant pour un siège au conseil municipal.